# 경화여자중학교
경화여자중학교(京花女子中學校)는 대한민국 경기도 광주시 송정동에 있는 사립 중학교이다.

## 학교 연혁
- 1975년 5월 31일 : 학교법인 동성학원 설립인가
- 1975년 6월 1일 : 김득연 이사장 취임
- 1976년 3월 3일 : 경화여자중학교 입학식(243명)
- 1977년 1월 28일 : 초대 현호경 교장 취임
- 1996년 10월 25일 : 경기도교육청지정 생활영어시범학교 운영 발표
- 1998년 10월 21일 : 경기광주교육청지정 수준별 교육과정 시범학교 운영발표
- 2007년 7월 10일 : 경기광주교육청 명품학교 지정(중등1호)
- 2009년 10월 28일 : 2010학년도 경기도교육청지정 영재학급(발명) 인가
- 2017년 5월 1일 : 제3대 김철주 이사장 취임
- 2024년 1월 10일 : 제46회 졸업생(308명) 연인원(15,612명)
- 2024년 3월 1일 : 제10대 노수정 교장 취임

## 참고 자료
- 경화여자중학교 - 한국교육학술정보원 학교알리미